# Brune de Lettonie
La brune de Lettonie est une race bovine Lettonne. Son nom international est latvian brown et son nom letton est Latvijas brūnā ou buraïa latviskaïa en russe.

## Origine
C'est une race ancienne, issue du regroupement d'anciennes populations locales du rameau rouge de la Baltique. Elle a reçu l'influence d'angeln au cours du XIXe siècle avant l'ouverture du registre généalogique en 1885 et reçoit son nom actuel en 1922. Depuis longtemps, elle est la race laitière de la région, représentant encore près de 75 % du cheptel bovin letton. La race a été séparée en quatre branches élevées séparément afin de diversifier le réservoir génétique. La branche BL-1 a été hautement sélectionnée dans des sovkhozes. Elle fournit les élevages de production laitière en reproducteurs. De la semence de males est stockée. De 1 147 000 en 1980, l'effectif est passé à 556 000 en 1990. En 2000, le nombre de reproducteurs BL-1 inscrits sur le registre est de 60 000 vaches et 300 taureaux inscrits.

## Morphologie
Elle porte une robe rouge à nuances brunes plus ou moins sombres. Ses muqueuses sont couleur chair et elle ne porte pas de cornes. 
La vache mesure 130 cm au garrot pour 520 kg et le taureau 140 cm pour 800 kg.

## Aptitudes
C'est une race classée laitière. Elle produit 5 200 kg par lactation d'un lait riche en matières grasses (4,16 %) et en protéines. (3,45 %)